# Nemesia rastellata
Espèce
Nemesia rastellata est une espèce d'araignées mygalomorphes de la famille des Nemesiidae.

## Distribution
Cette espèce est endémique du Dodécanèse en Grèce. Elle se rencontre sur Kárpathos.

## Description
Le mâle holotype mesure 7,5 mm.
Les mâles mesurent de 6,2 à 9,2 mm.

## Systématique et taxinomie
Cette espèce a été décrite par Wunderlich en 2011.

## Publication originale
- Wunderlich, 2011 : « Extant and fossil spiders (Araneae). » Beiträge zur Araneologie, vol. 6, p. 1-640.